# Bedfordshire clanger
Il Bedfordshire clanger è un piatto inglese tradizionale del Bedfordshire e delle contee adiacenti, fra cui il Buckinghamshire e l'Hertfordshire.

## Etimologia
La parola clanger è correlata al termine dialettale clung che, secondo il linguista Joseph Wright, significherebbe "(alimento) difficile da digerire". Secondo altri il lemma clanger avrebbe a che vedere con la consistenza massiccia dell'alimento. Il dizionario l'English Dialect Dictionary del XIX secolo menziona dei clung dumplings del Bedfordshire e asserisce che gli aggettivi clungy e clangy significherebbero "pesante" e "compatto".

## Storia
Il Bedfordshire clanger veniva cucinato per l'ora di pranzo e risale almeno al XIX secolo, quando era preparato dalle casalinghe mentre i loro mariti lavoravano nei campi. Si pensa che lo strato di pasta sfoglia esterno dell'alimento avesse come scopo primario quello di impedire che le mani dei contadini sporcassero il ripieno. Analogamente ad altri piatti simili, il Bedfordshire clanger veniva bollito in un panno e, se lo si voleva riscaldare, veniva avvolto nella carta di giornale umida e posto su un braciere. Oltre che nel Bedfordshire, da cui prende il nome, il clanger veniva preparato dai cappellai di Luton, nel Buckinghamshire rurale, nel Cambridgeshire e nell'Hertfordshire. Dagli anni 1990 il piatto iniziò ad essere venduto dai panifici industriali che, seguendo un metodo di preparazione simile a quello usato per preparare i cornish pasty, utilizzavano la pasta frolla o altri tipi di impasto.

## Caratteristiche
Il Bedfordshire clanger è un pudding con un impasto a base di grasso di rognone che può essere farcito, a seconda dei casi, con fegato e cipolla, pancetta e patate, maiale e cipolle, o altra carne e verdure aromatizzate con salvia e altre erbe. A volte, una delle due estremità dell'alimento può essere riempita con frutta o confettura dolce. Il Bedfordshire clanger può essere mangiato caldo o freddo.

## Varianti

### Double-ended Bedfordshire clanger
Una variante tipica del Bedfordshire clanger include al suo interno un'estremità salata con carne e un'altra dolce con confettura o frutta, e nacque dall'esigenza di integrare in un solo alimento il piatto principale e il dessert. Una testimonianza del 1959 suggerisce che questo tipo di clanger si chiamasse Trowley e che fosse stato inventato a Flamstead, in Inghilterra, mentre un volume del Bedfordshire Magazine degli anni 1960 parla di un alf an' alf clanger in parte dolce e in parte salato. Sebbene alcuni sostengano che i clanger "doppi" venissero preparati con meno frequenza di quanto si tende a credere, oggi essi sono serviti in varie gastronomie.

### Jam roly poly
Nel Regno Unito viene preparato un pudding simile che prende il nome di jam roly-poly, con una farcia dolce.

### Bacon badger
In alcune parti del Buckinghamshire come, ad esempio, Aylesbury Vale, viene preparato il bacon badger che, oltre alla pancetta, contiene patate, cipolle e salvia, il tutto racchiuso nella pasta sfoglia. L'origine della parola badger è sconosciuta, ma alcuni ipotizzano che essa indichi un commerciante di farina. Il termine badger veniva spesso usato nelle contee del Midland all'inizio del XIX secolo per riferirsi a quello che poteva essere un commerciante di granturco, un negoziante di farine o un droghiere. Stando ad alcuni documenti storici, il bacon badger era anche conosciuto come flitting pudding nella contea di Durham, dog in blanket nel Derbyshire e bacon pudding nel Berkshire e nel Sussex.